# 山河镇 (正宁县)
山河镇，是中华人民共和国甘肃省庆阳市正宁县下辖的一个乡镇级行政单位。

## 行政区划
山河镇下辖以下地区：
山河社区、东关村、西关村、蔡峪村、董庄村、移风村、冯柳村、佑苏村、王阁村、松树村、解川村和李家川村。